# Georg Fredrik av Waldeck

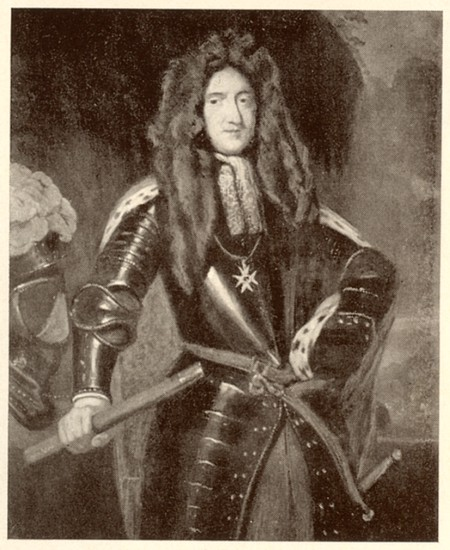
Georg Fredrik av Waldeck.

Georg Fredrik av Waldeck, född den 31 januari 1620 i Arolsen, död där den 19 november 1692, var regerande greve, från 1682 furste av Waldeck-Eisenberg, tysk fältmarskalk och holländsk general.
Georg Fredrik var tredje son till greve Wolrad IV av Waldeck-Eisenberg. Från 1664 var han regerade greve av Waldeck, och från 1682 furste. Han började sin bana som militär i holländsk tjänst, men övergick 1652 i Brandenburgs tjänst. Ivrig motståndare till Österrike, var han 1654 delaktig i att ordna fram en allians med Sverige, och deltog själv som fältmarskalk i tredagarsslaget vid Warszawa 1656. 
Georg Fredrik blev en tid den ledande statsmannen i Brandenburg. När kurfurst Fredrik Vilhelm I av Brandenburg slöt sig i till Sveriges fiender 1658 blev Georg Fredrik som tillhörig landets svenskvänliga parti avskedad, och han valde då att gå i svensk krigstjänst. Efter Karl X Gustavs död tog han dock avsked, och tog istället tjänst i bayerska armén i kriget mot turkarna. 
1672 bytte han land igen och utnämndes till holländsk fältmarskalk, och blev fram till sin död en av Vilhelm III:s trognaste och mest betrodda fältherrar. 1683–1685 tog han på nytt del i kriget mot turkarna. Han var invigd i Vilhelm av Oraniens planer mot England, och utsågs till ställföreträdande generalkapten under hans frånvaro från Holland. Efter slaget vid Steenkerque 1692 insjuknade han dock och lämnade armén, och avled inte långt därefter.